# Synclinal
Ne doit pas être confondu avec Anticlinal ou Synforme.
Pour un article plus général, voir Pli (géologie).

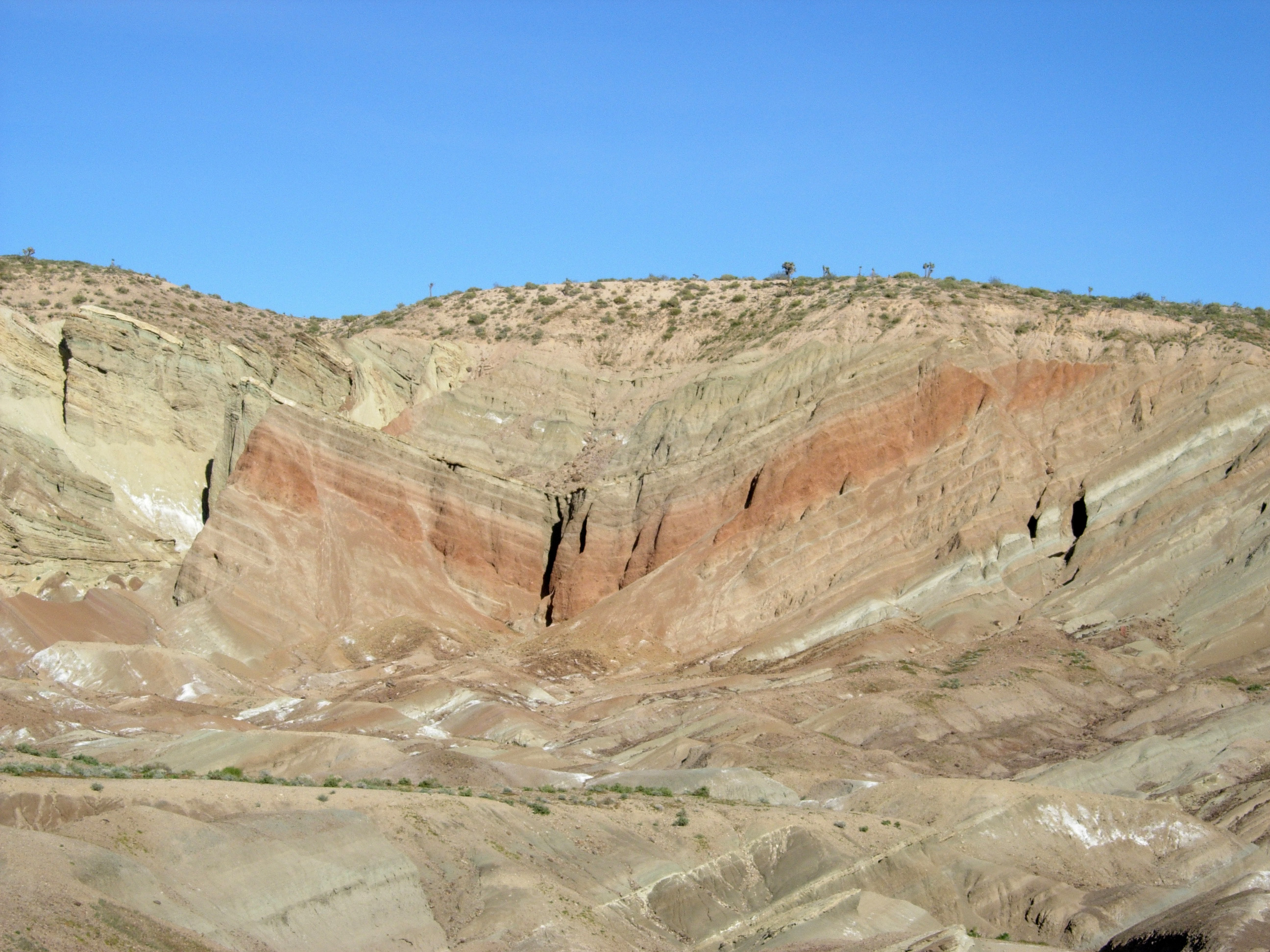
Synclinal dans le désert de Mojave aux États-Unis.

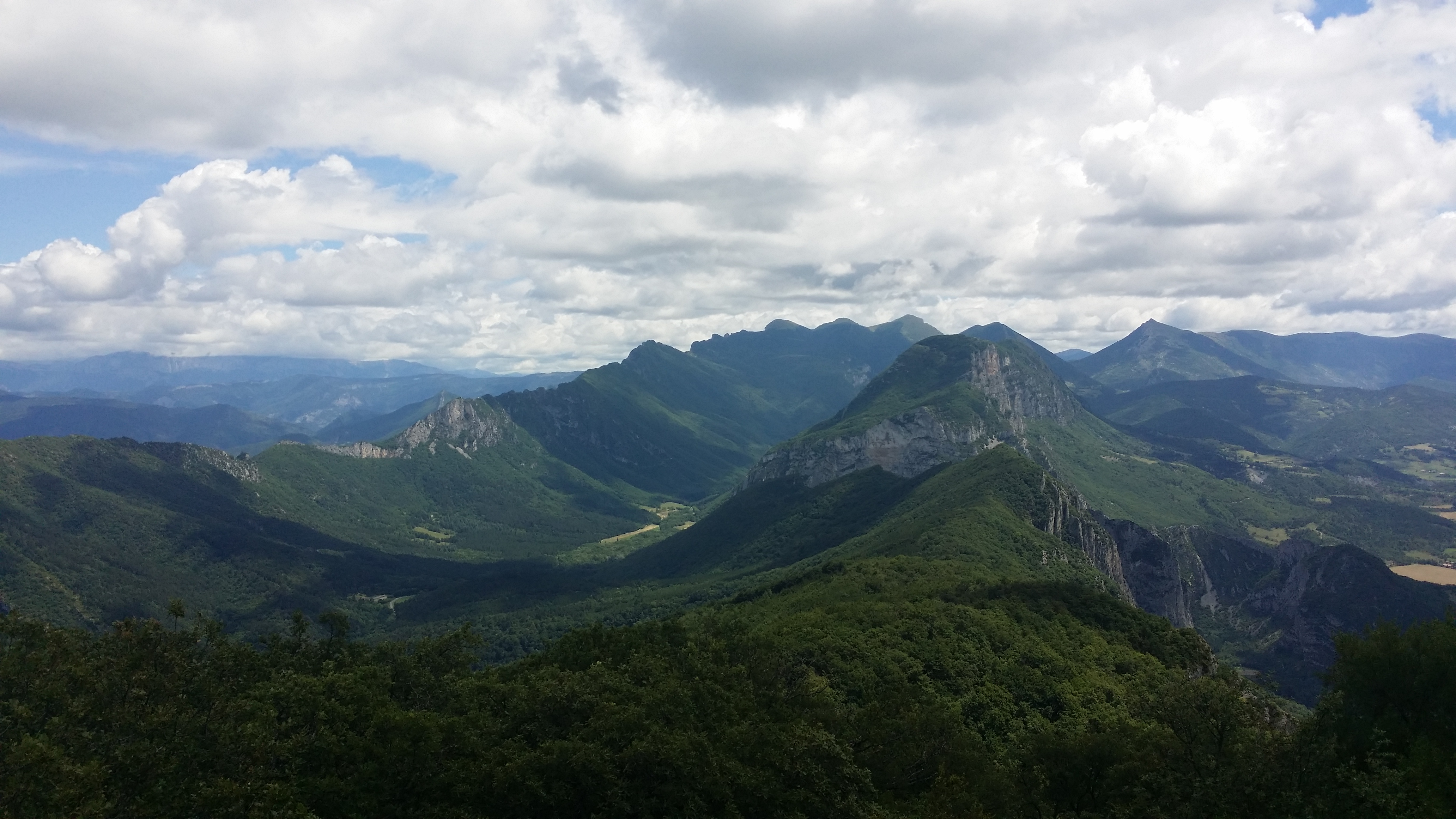
Synclinal de la forêt de Saou en France.

Un synclinal est une structure géologique consistant en un pli concave dont le cœur est occupé par les couches géologiques les plus récentes. Il existe des synclinaux à différentes échelles d'observation, depuis les microplis, affectant un échantillon, jusqu'aux plis régionaux, visibles uniquement en cartographie. Les synformes sont des structures de forme équivalente mais dont la logique stratigraphique est inconnue ou inversée (strates les plus anciennes au milieu).

## Cas particuliers

### Synclinal synforme

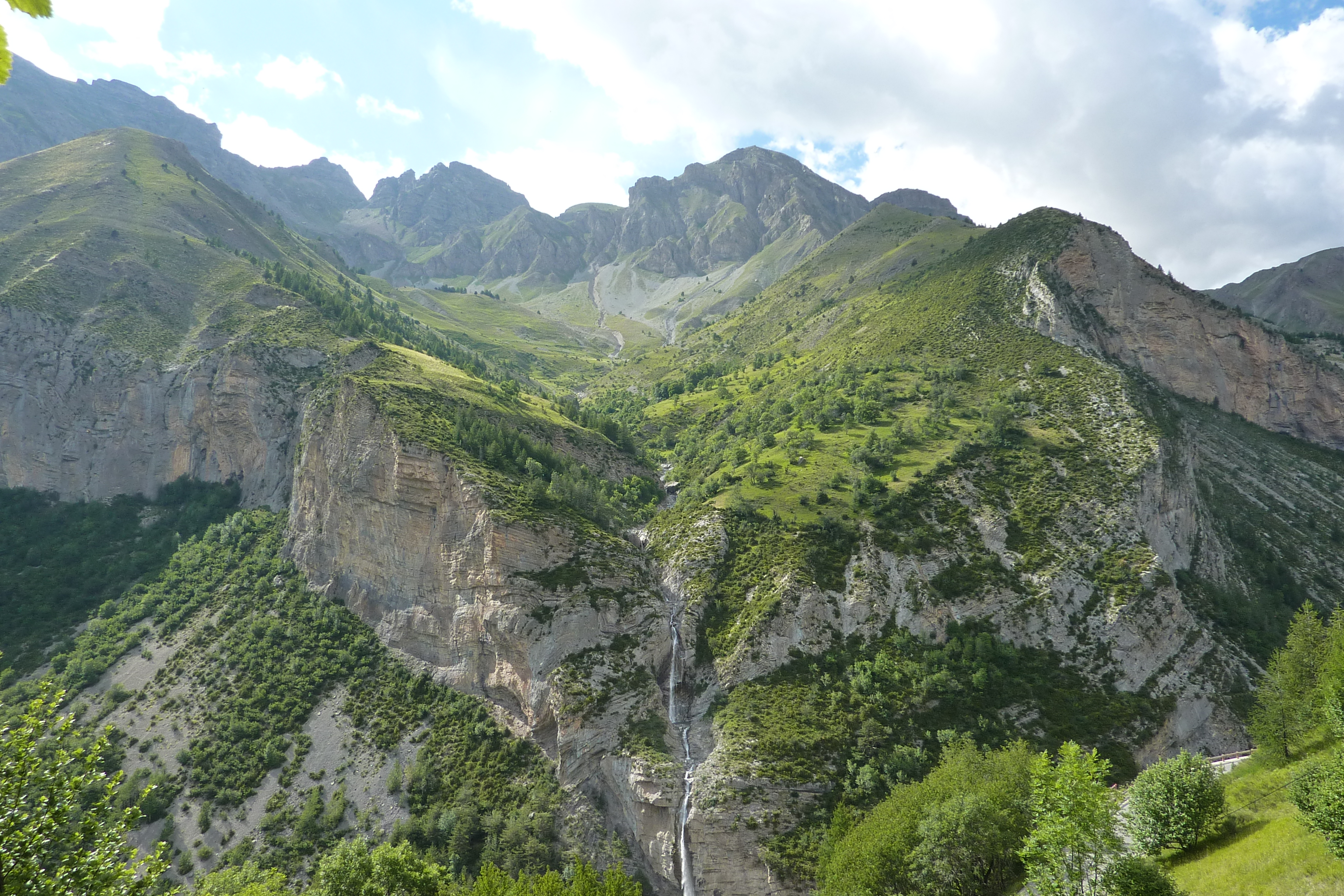
Synclinal synforme d'Aiglière à Entraunes, en France.

Dans des conditions normales, un synclinal est une synforme au cœur de laquelle se trouvent, après érosion, les couches les plus récentes. Ce critère permet de mettre en évidence la succession de synclinaux et anticlinaux sur une carte géologique.

### Synclinal antiforme
Dans le cas d'un pli déversé, les couches les plus jeunes peuvent apparaître au cœur d'un antiforme : les strates les plus récentes sont toujours au cœur de la structure, mais sous les couches les plus anciennes (voir l'« Antiforme » sur la figure 1).

### Synclinal perché

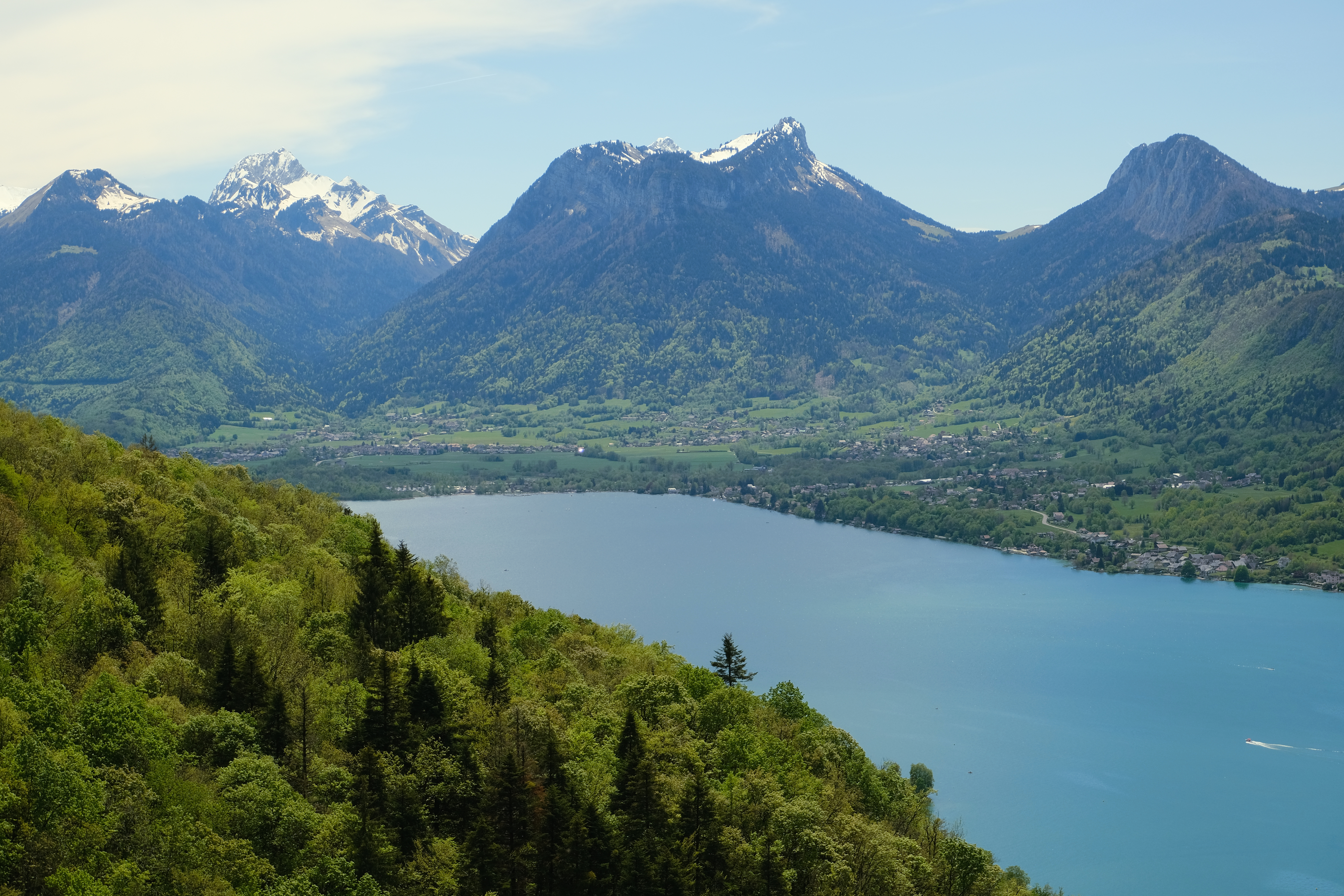
La montagne du Charbon, en France, constituée d'un synclinal perché.

Au cours de l'érosion des zones de plis, les anticlinaux sont plus susceptibles de donner prise à cette érosion que les synclinaux. Ces derniers peuvent donc se retrouver en situation de former les reliefs dominants. Dans les cas particuliers où les synclinaux forment les reliefs élevés, on parle de synclinal perché comme celui de la forêt de Saou, la dent d'Arclusaz, la dent de Crolles ou encore le désert de Platé.

### Synclinorium

Schéma d'un synclinorium faillé

Un synclinorium est un grand pli, globalement en synclinal, dans lequel on retrouve un enchaînement de plis synclinaux et anticlinaux plus petits et d'une longueur d'onde de 2 à 10 fois plus courte. Ces petits plis, parfois formés par des cassures dans la roche de type failles, sont alors positionnés « en escalier » sur les flancs.

## Galerie

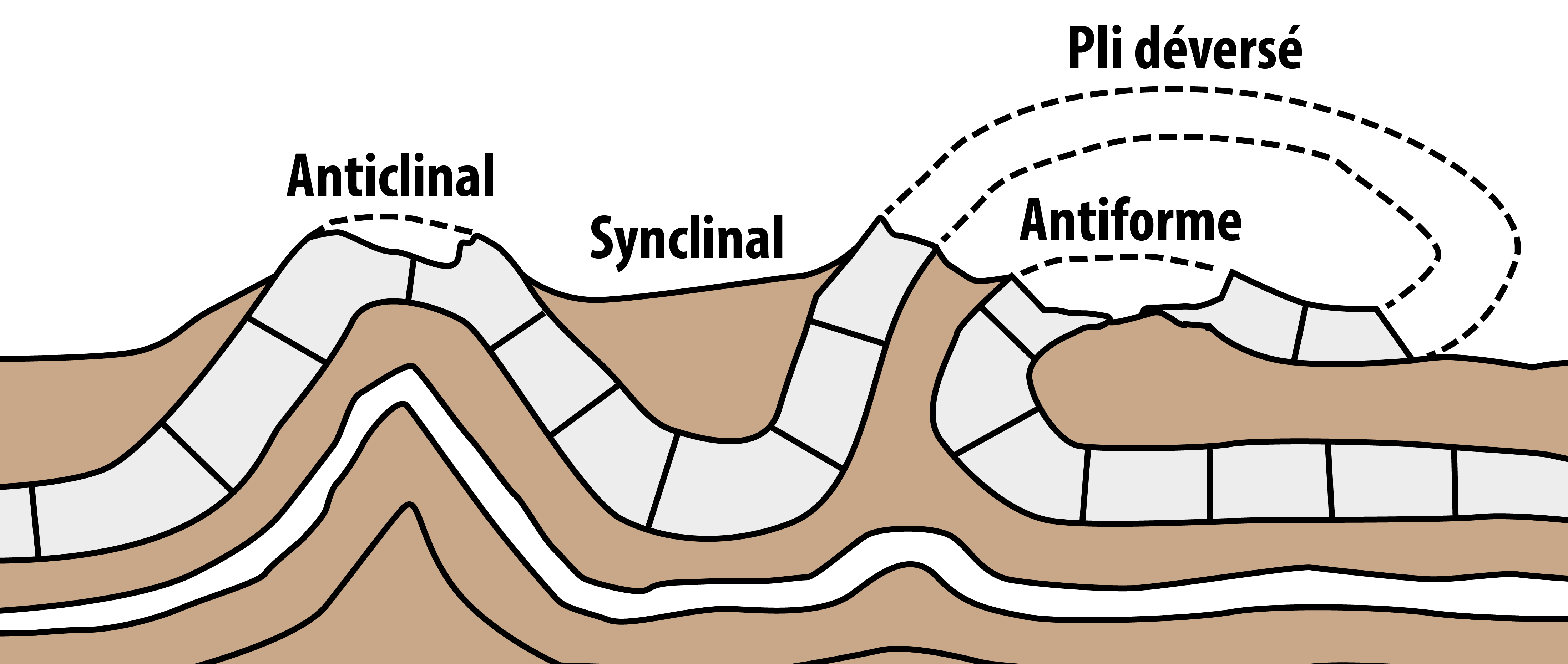
Figure 1 : schéma indiquant les principales configurations de plis géologiques.
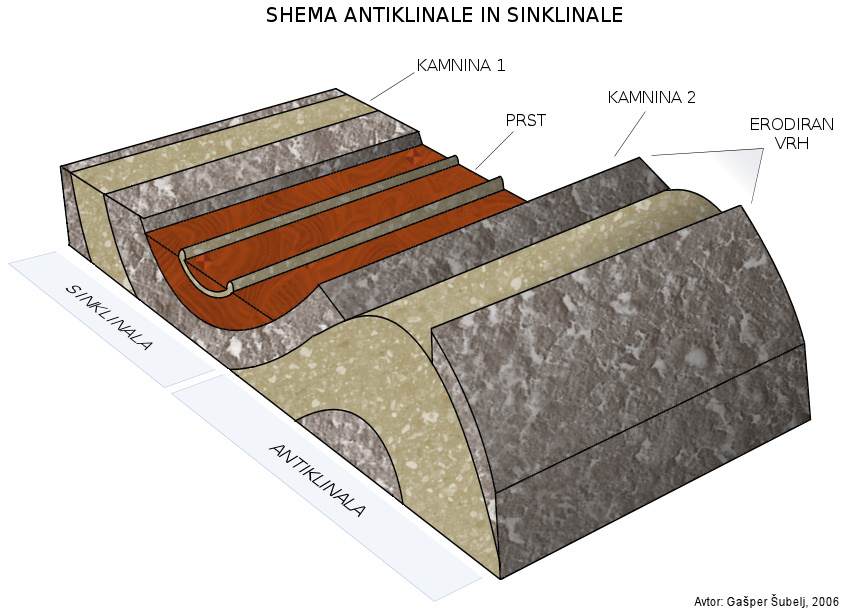
Bloc 3D d'un anticlinal et d'un synclinal
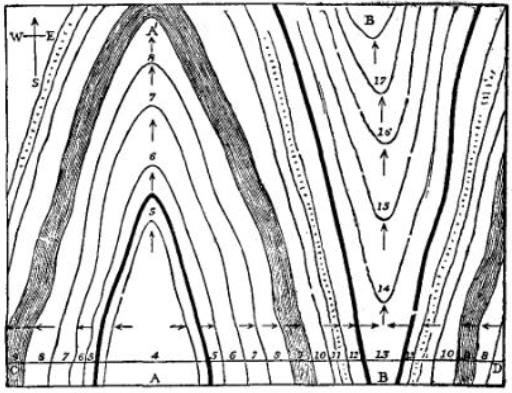
Dessin d'un anticlinal et d'un synclinal